# Wolf Creek (film)
Wolf Creek è un film horror del 2005 prodotto, scritto e diretto da Greg McLean, ambientato nell'Australia del 1999.
Il film è basato su una storia realmente avvenuta. L'Australia negli anni 1990 conobbe il peggior assassino che la sua storia ricordi, Ivan Milat, che sceglieva come vittime soltanto i turisti che portavano il sacco a pelo. L'assassino venne catturato dalla polizia e condannato all'ergastolo, diversamente da quanto accade nel film.

## Trama
Kristy e Liz, due ragazze provenienti dall'Inghilterra, e Ben, un australiano, si mettono in viaggio verso il parco nazionale di Wolf Creek, un enorme cratere meteoritico. Di ritorno, scoprono che l'auto non parte e sono costretti a passare la notte nel parco. Inaspettatamente vengono colti di sorpresa da un tale chiamato Mick, un ex cacciatore, il quale si dimostra un tipo abbastanza aperto, disponibile, gioviale ed un po' strampalato. Di mestiere si scopre che fa il meccanico e afferma di poter riparare il guasto dell'auto al suo accampamento.
Sembra un vero colpo di fortuna, ma è tutt'altro: arrivati alla sua abitazione, Mick stordisce i tre ragazzi offrendo loro dell'acqua contenente della droga. Legati ed imbavagliati i ragazzi si ritrovano nella sua officina piena zeppa di armi e strumenti di tortura. Nonostante Liz riesca a scappare e a liberare Kristy, le due ragazze verranno trucidate entrambe; solo Ben sopravviverà alla tragica avventura. La polizia, a causa dell'inattendibilità dell'unico testimone e della mancanza di prove concrete, alla fine lascerà il caso insoluto, soprattutto per via dell'impossibilità di individuare l'accampamento dell'assassino nell'enorme deserto australiano.

## Distribuzione
È stato presentato nella sezione Quinzaine des Réalisateurs al Festival di Cannes 2005.

## Slogan promozionali
- «How can you be found when no one knows you're missing»
«Come possono ritrovarti quando nessuno sa che sei scomparso?»